# Alosa de bec rosa
L'alosa de bec rosa (Spizocorys conirostris) és una espècie d'ocell de la família dels alàudids (Alaudidae)

## Hàbitat i distribució
Habita praderies, deserts i sabana d'acàcies d'Angola, Namíbia (a excepció de l'oest), oest de Zàmbia, oest i sud de Botswana i Sud-àfrica.